# سد

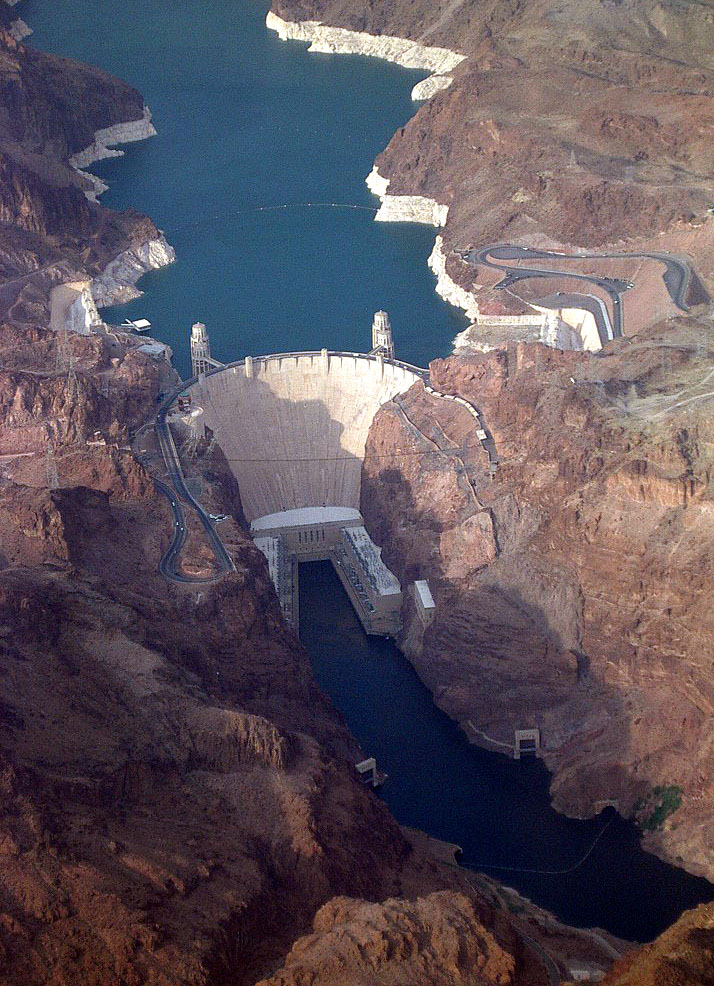
سد هوفر بالولايات المتحدة الأمريكية

آلية عمل السدود الهيدروليكية

السد هو حاجز يوقف أو يقيد تدفق المياه السطحية أو الجداول الجوفية. والخزانات المائية التي أنشأتها السدود لا تمنع الفيضانات فحسب، بل توفر أيضًا المياه لأنشطة مثل الري والاستهلاك البشري والاستخدام الصناعي وتربية الأحياء المائية والملاحة. وغالبًا ما تُستخدم الطاقة المائية جنبًا إلى جنب مع السدود لتوليد الكهرباء. كما يمكن أيضًا استخدام السد لجمع المياه أو تخزينها، والتي يمكن توزيعها بالتساوي بين المواقع. وتخدم السدود عمومًا الغرض الأساسي المتمثل في الاحتفاظ بالمياه، في حين تُستخدم الهياكل الأخرى مثل بوابات الفيضان أو الحواجز المائية (المعروفة أيضًا باسم السدود) لإدارة أو منع تدفق المياه إلى مناطق معينة من الأرض.
يمكن إرجاع كلمة dam (سد) إلى اللغة الإنجليزية الوسطى، وقبل ذلك إلى اللغة الهولندية الوسطى، كما يظهر في أسماء العديد من المدن القديمة، مثل أمستردام وروتردام.
جرى بناء السدود القديمة في بلاد الرافدين والشرق الأوسط للتحكم في المياه. أقدم سد معروف هو سد جاوا في الأردن، ويعود تاريخه إلى 3000 قبل الميلاد. كما بنى المصريون السدود، مثل سد الكفرة للسيطرة على الفيضانات. وفي الهند المعاصرة كان لدى دولافيرا نظام معقد لإدارة المياه يضم 16 خزانًا وسدًا. وكان سد مأرب الكبير في اليمن أعجوبة هندسية، والذي بني بين عامي 1750 و1700 قبل الميلاد، وسد إفلاتون بينار الحيثي الذي كان معبد الربيع في تركيا، ويعود تاريخه إلى القرنين الخامس عشر والثالث عشر قبل الميلاد. ويعد سد كالاناي في جنوب الهند، الذي جرى بناؤه في القرن الثاني الميلادي، واحدًا من أقدم هياكل تنظيم المياه التي ما تزال قيد الاستخدام.
بنى المهندسون الرومان السدود بتقنيات ومواد متقدمة، مثل الملاط والخرسانة الرومانية، ما سمح ببناء هياكل أكبر. وقد أدخلوا السدود الخزانية، والسد الثقلي العقدي، والسدود العقدية، والسدود الداعمة، والسدود الداعمة المتعددة الأقواس. وفي إيران جرى استخدام سدود الجسور لتوليد الطاقة المائية وآليات جمع المياه.
خلال العصور الوسطى جرى بناء السدود في هولندا لتنظيم مستويات المياه ومنع تسرب البحر. في القرن التاسع عشر بُنيت سدود عقدية واسعة النطاق حول الإمبراطورية البريطانية، مما يمثل تقدمًا في تقنيات هندسة السدود. ثم بدأ عصر السدود الكبيرة ببناء سد أسوان المنخفض في مصر عام 1902. وجرى بناء سد هوفر، وهو سد ثقلي عقدي خرساني ضخم، بين عامي 1931 و1936 على نهر كولورادو. وبحلول عام 1997 كان هناك ما يقدر بنحو 800 ألف سد في جميع أنحاء العالم، منها نحو 40 ألف سد يزيد ارتفاعها عن 15 مترًا.

## التاريخ

### السدود القديمة
جرى بناء السدود المبكرة في بلاد ما بين النهرين والشرق الأوسط. واستُخدمت السدود للتحكم في مستويات المياه، لأن مناخ بلاد ما بين النهرين أثر على نهري دجلة والفرات.
أقدم سد معروف هو سد جاوا في الأردن على بعد 100 كيلومتر (62 ميل) شمال شرق العاصمة عمان. ويتميز السد الثقلي العقدي هذا بجدار حجري يبلغ ارتفاعه 9 أمتار (30 قدمًا) وعرضه 1 متر (3.3 قدم)، مدعومًا بسور ترابي بعرض 50 مترًا (160 قدمًا). ويعود تاريخ البناء إلى 3000 قبل الميلاد. إلا أن أقدم سد عامل باستمرار هو سد بحيرة حمص، الذي بني في سوريا بين عامي 1319-1304 قبل الميلاد.
سد الكفرة المصري القديم في وادي القرعاوي، على بعد نحو 25 كم (16 ميل) جنوب القاهرة، كان طوله عند قاعدته 102 مترًا (335 قدمًا) وعرضه 87 مترًا (285 قدمًا). وجرى بناء الهيكل نحو عام 2800 أو 2600 قبل الميلاد كسد تحويل للسيطرة على الفيضانات، ولكنه دُمر بسبب الأمطار الغزيرة أثناء البناء أو بعد ذلك بوقت قصير. وخلال حكم الأسرة الثانية عشرة في القرن التاسع عشر قبل الميلاد حفر الفراعنة سنوسرت الثالث، وأمنمحات الثالث، وأمنمحات الرابع قناة بطول 16 كم (9.9 ميل) تربط منخفض الفيوم بنهر النيل في مصر الوسطى. وجرى بناء سدين باسم (ها أور) يمتدان من الشرق إلى الغرب للاحتفاظ بالمياه أثناء الفيضان السنوي ومن ثم إطلاقها إلى الأراضي المحيطة. وتغطي البحيرة المسماة (مير وير) أو بحيرة قارون مساحة 1700 كيلومتر مربع (660 ميل مربع) وتعرف اليوم باسم بركة قارون.
وبحلول منتصف أواخر الألفية الثالثة قبل الميلاد جرى بناء نظام معقد لإدارة المياه في دولافيرا في الهند الحديثة. ويضم النظام 16 خزانًا وسدًا وقنوات مختلفة لتجميع المياه وتخزينها.
أحد عجائب الهندسة في العالم القديم هو سد مأرب الكبير في اليمن. بدأ إنشاءه في وقت ما بين 1750 و1700 قبل الميلاد، وكان مصنوعًا من التربة المرصوصة - مثلثة المقطع العرضي، بطول 580 مترًا (1900 قدمًا) وارتفاعها في الأصل 4 أمتار (13 قدمًا) - وتمتد بين مجموعتين من الصخور على كلا الجانبين، والتي جرى ربطها ببناء حجري كبير. كما أجريت الإصلاحات خلال فترات مختلفة، والأهم من ذلك نحو 750 قبل الميلاد، وبعد 250 عامًا ازداد ارتفاع السد إلى 7 أمتار (23 قدمًا). وبعد نهاية مملكة سبأ وقع السد تحت سيطرة الحميريين (نحو 115 قبل الميلاد) الذين أجروا المزيد من التحسينات، وأنشأوا هيكلًا يبلغ ارتفاعه 14 مترًا (46 قدمًا)، مع خمسة قنوات لتصريف المياه، واثنين من فتحات البناء المعززة، وبركة ترسيب، وقناة بطول 1000 متر (3300 قدم) لخزان التوزيع. لم يجري الانتهاء من هذه الأعمال حتى عام 325 ميلادي عندما سمح السد بري 25000 فدان (100 كم2).
سد إفلاتون بينار هو سد حيثي ومعبد الربيع بالقرب من قونية في تركيا. ويعتقد أنه يعود إلى الإمبراطورية الحيثية بين القرنين الخامس عشر والثالث عشر قبل الميلاد.
جرى بناء كالاناي من الحجر غير المحفور، ويبلغ طوله أكثر من 300 متر (980 قدمًا)، وارتفاعه 4.5 مترًا (15 قدمًا) وعرضه 20 مترًا (66 قدمًا)، عبر المجرى الرئيسي لنهر كافيري في تاميل نادو، جنوب الهند. ويعود تاريخ البناء الأساسي إلى القرن الثاني الميلادي، ويعتبر من أقدم هياكل تحويل المياه أو تنظيم المياه التي لا تزال قيد الاستخدام. وكان الغرض من السد هو تحويل مياه كافيري عبر منطقة الدلتا الخصبة للري عبر القنوات.
يُعد نظام دوجيانغيان أقدم نظام ري موجود في الصين، حيث يشتمل على سد يوجه تدفق المياه. وجرى الانتهاء منه عام 251 قبل الميلاد. وقد أدى سد ترابي كبير، صنعه سونشو آو، رئيس وزراء ولاية تشو، إلى إغراق وادٍ في شمال مقاطعة آنهوي الحديثة مما أدى إلى إنشاء خزان ري هائل (محيطه 100 كيلومتر (62 ميل))، وهو خزان يبلغ طوله 100 كيلومتر (62 ميل) لا يزال موجودًا حتى اليوم.

## استعمالات الميـاه

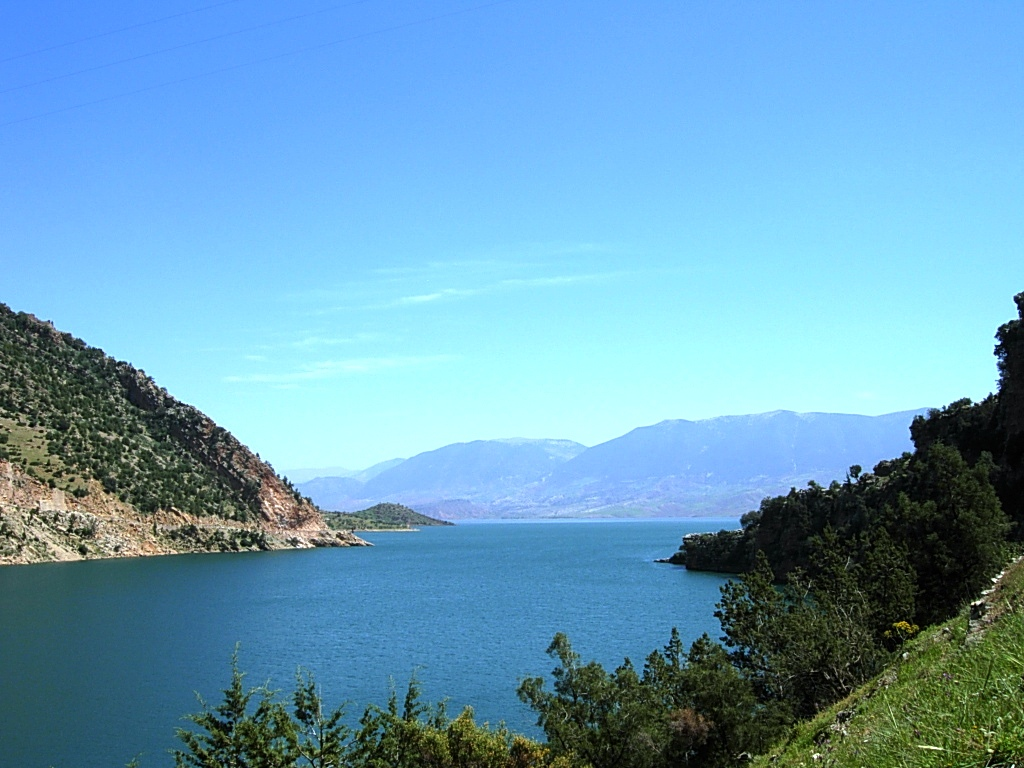
وراء سد بين الويدان في المغرب.

- 40%: الطاقة.
- 17%: التغذية بالماء.
- 7%: مراقبة الفيضانات.
- 11%: السياحة.
- 16%: السقي
- 09%: الملاحة.

## شروط بناء السدود
تكمن خطورة بناء السد إذا لم يبن وفق أسس هندسية وجيولوجيا معينة حيث أنه عند تهدمه يؤدي إلى تدمير هائل:

### دراسات جيولوجية
وتشمل دراسات لطبقات المنطقة، دراسات لطبيعة المنطقة التكتونية ونشاطها الزلزلي.

### دراسات هيدرولوجية المنطقة
كمية الأمطار الساقطة والمياه السطحية.
هي القيام بجمع كافة الهطولات المطرية في عدة مواقع تابعة للمنطقة المدروسة وللعديد من السنوات السابقة بغية تحليلها إحصائيا لمعرفة أمور عديدة مثلًا حجم الجريان السطحي فوق الحوض الصباب تدفق وادي معين.... الخ

### دراسات طبوغرافية
وذلك لتمثيل كل التفاصيل والظواهر الطبيِعية أو الاصطناعية لمنطقَة السد الموجودة على سطح الأرض وهذا بأشكال ورسوماتَ مميزة.. تهدف الدراسة الطبوغرافية إلى استغلال إمكانات مظهر السطح في كل التحليلات والاستنتاجات المتعلقة بالسد.

### دراسات جيوتكتونية
- قياس نفاديه التربة، قياس خواص الصخور.
- حساب سعة السد التخزينية.
- حساب قوة تحمل السد للمياه.
- مراعاة تصميمها الهندسي ومواصفات مواد البناء.
- القوى المختلفة المؤثرة على منشآت السدود:الوزن الذاتي للمنشآت.
- ضغط الماء الهيدروستاتيكي، ضغط الأمواج الريحي، ضغط الرواسب النهرية المتوضعة أمام السد...الخ
- الانهيار القاعدي الهيدروليكي.

## أنـواع السدود
تنقسم السدود إلي قسمين:

### السدود الخرسانية الاسمنتية
وتنقسم إلى ثلاثة أنواع

#### السدود الخرسانية الثقلية (barrages-poids)
هي سدود ضخمة تقوم بمقاومة القوى الجبارة بشكل كلي من خلال أوزانها (قوة الجاذبية الأرضية) وجدارها (المانع الاسمنتي) المصمم بطريقة هندسية ذات قواعد ضخمة ومتوازنة بالإضافة لمقاومتها للهزات الأرضية لأنها تتطلب كثير من الاسمنت ولهذا تعتبر من أكثر السدود تكلفة.

##### مختلف القوى المؤثرة على السد الثقلي
- قوى ناتجة عن ضغط وزن المواد المستخدمة في بناء السد.
- قوى ناتجة عن ضغط مياه الخزان.
- قوى ناتجة عن ضغط المياه في الفراغ.

##### مراقبة استقرار السد الثقلي
لبناء سد ثقلي لابد من إجراء عدة مراقبات لتفادي وقوع أي حادث انهيار.

#### السدود المقوسة
يرتبط تصميم السدود دائما وكأي إنشاء هندسي بجيولوجية المنطقة أو بطبيعة التربة والتضاريس. يعتبر من أبسط أشكال السدود وأقلها تكلفة من حيث المواد والتصميم من أي نمط من أنماط السدود الأخرى. يستخدم هذا النوع من تصميم السدود في الأماكن الضيقة والصخرية، حيث يكون السد على شكل قوس منحني يحجز خلفه الكميات الهائلة من مياه الأنهار.
ويقوم الشكل الهندسي المقوس للقوس خلال عملية ضغط المياه المحجوزة خلف السد، حيث تقوم المياه بتطبيق ضغوط كبيرة على السطح الخلفي المحدب للجدار، مما يسبب انضغاط القوس الجداري باتجاه التماسك والتقارب للمادة الجدارية من بعضها البعض بسبب شكلها الهندسي الواضح أما وزن السد فيضغط أيضا على القاعدة المصممة أساسا لهذا العمل الإنشائي الضخم.

#### السدود المدعمة
قد تكون هذه السدود منبسطة قليلا أو كثيرا أو مقوسة، لكن هناك دائما أساسيات تصميمية تميزها عن غيرها وهي سلسلة من الدعائم أو التعزيزات تستخدم لنقل القوى المؤثرة على الجدار إلى المنطقة الأخرى الأكثر تحملًا كالأرض أو أساسات داعمة أخرى. حيث تقوم هذه الدعائم الإنشائية بتقوية ودعم بناء السد من الجهة الخارجية في اتجاه مجري النهر.

##### توزيع القوي
بحسب التصميم الهندسي لهذه الأنماط من السدود، تقوم المياه بتوليد قوى ضغط كبيرة ناتجة عن وزنها باتجاه جدار السد مسببة دفعه أو انقلابه بينما تقوم الدعائم في الجهة المقابلة برد فعل معاكس تماما في محاولة تثبيت البناء في مكانه تماما، ويكون وزن كامل الدعائم مطبقا بالكامل إلى الأرض.

### السدود الإملائية الترابية أو الصخرية
وهي سدود ضخمة مكونة من صخور وأتربة حيث تعتمد هذه السدود على أوزانها الهائلة في مقاومة القوى الهائلة الناتجة عن المياه المحجوزة خلفها، وما يميز هذه السدود هو كثافة المادة داخلها، فالعازل الداخلي يمنع ترشح أو تسرب المياه عبر بناء السد.

#### توزع القوى
تدفع قوى ضغط المياه على طول الجدار باتجاه دفعه للانقلاب، في حين يعمل الوزن الهائل لمادة السد أو الجدار على تثبيت الجدار في مكانه بسبب الجاذبية التي تدفعه باتجاه الأرض بشكل دائم وعلى طول حائط السد.

## انهيار السدود
إن كل السدود بمختلف أنواعها يجب أن تستمر كلما تقدمت في السن وبدون صيانة صحيحة، إذ تؤدي إلى ظاهرة الانهيار التي يتوجب الوقوف على أسبابها ونتائجها لأنها سوف تؤدي إلى كوارث طبيعية.
الأخطاء التصميمية في بناء السدود:
- 1- أخطاء في تصميم التسليح وحساب الإجهادات.
- 2- أخطاء في دراسات التربة لموقع السد.
- 3- أخطاء تنفيذية في عملية صب الخرسانة والوصلات الاستنادية.
- 4- أخطاء في حساب منسوب الفيضان.
- 5- أخطاء في حساب تحمل جسم السد للزلزال الأرضية.
- 6-أخطاء في تنفيذ الكتلة البيتونية، عوامل الإماهه، درجة الحرارة، والخلطة الوزنية المناسبة للمواد الأولية للكتلة البيتونية، ونوعية مادة الاسمنت.